# Roldanillo
Roldanillo est une municipalité située dans le département de Valle del Cauca, en Colombie.

## Géographie

### Localisation
Roldanillo se situe dans le nord du département du Valle del Cauca, à 80 km de Pereira.

### Municipalités limitrophes
| El Dovio | La Unión   | La Victoria |
|          | Roldanillo | Zarzal      |
| Bolívar  |            |             |

### Géologie et relief
L'est du territoire de la municipalité est relativement plat, s'échelonnant entre 900 et 1 000 mètres d'altitude, et constitue 32 % du territoire. L'ouest est plus montagneux et fait partie de la cordillère Centrale. Cette zone occupe 68 % du territoire.

### Hydrographie
Le Río Cauca délimite la frontière orientale de la municipalité avec Zarzal.

### Voies de communication et transports
La route no 23 traverse la municipalité du nord au sud. Plusieurs routes mineures relient Roldanillo aux localités environnantes. Il n'y a pas d'autres moyens de transports.

## Toponymie
L'ancien nom de la municipalité est San Sebastian de Roldanillo.

## Histoire
La ville est fondée le 20 janvier 1576 par le capitaine Francisco Redondo Ponce de Leòn. Elle accède au statut de municipalité en 1875.

## Population et société

### Démographie
Selon les données récoltées par le DANE lors du recensement de la population colombienne en 2005, Roldanillo compte une population de 33 697 habitants.
39 % de la population à moins de 14 ans.

## Économie

### Revenus
49 % de la population est considérée comme étant pauvre.

### Emploi
Le taux de chômage de la population active est de 33 %.

### Activités
Les activités principales de Roldanillo sont l'agriculture et l'élevage, ainsi que des activités de commerce et de tourisme. Les sols sont propices à la culture du caféier.
Roldanillo attire de nombreux parapentistes du monde entier en raison des conditions aérologiques très favorable. La ville contient de multiples peintures de parapentes, et sur certains bus de transport aussi.

## Culture locale et patrimoine

### Lieux et monuments

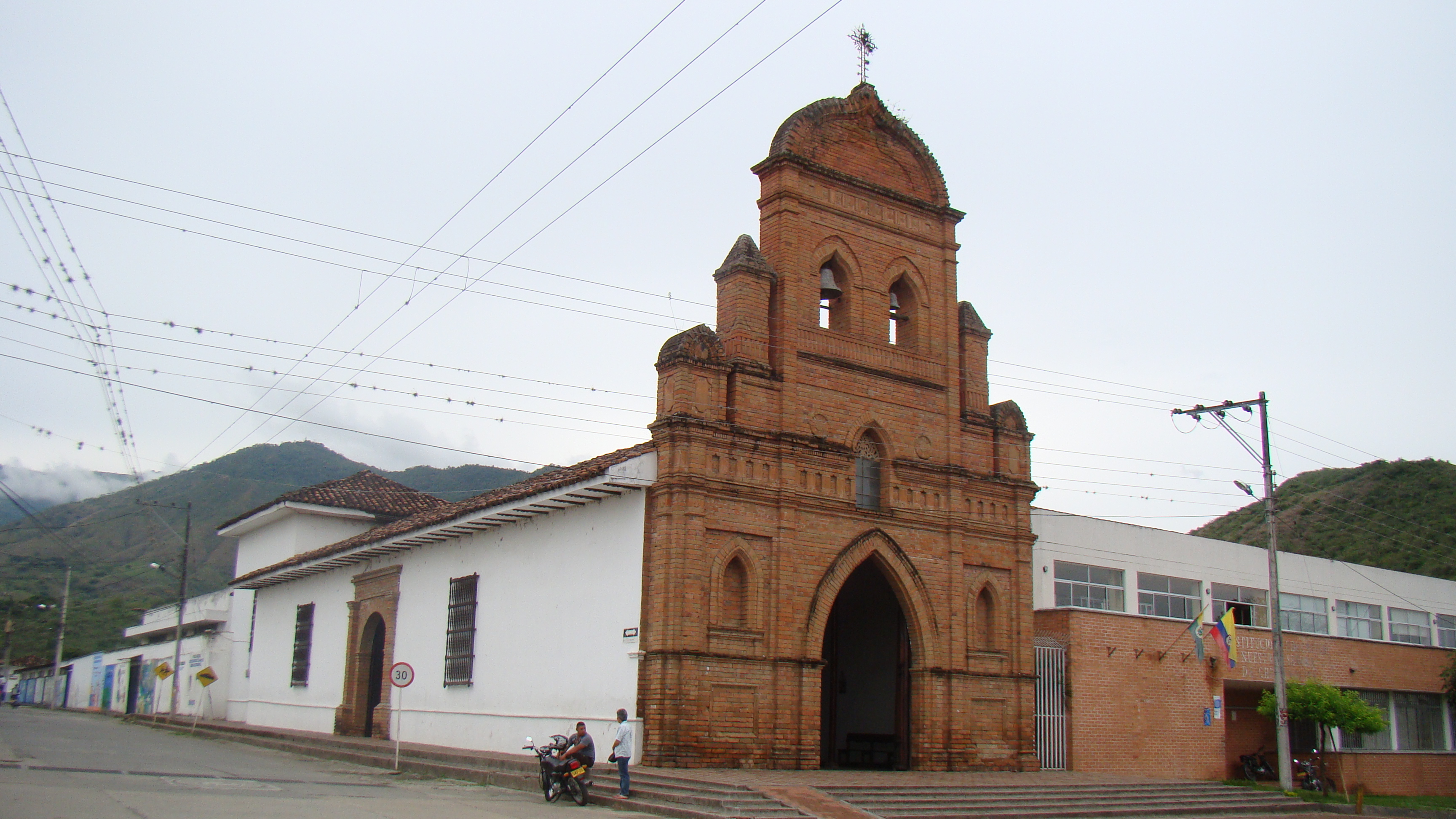
Chapelle de Roldanillo
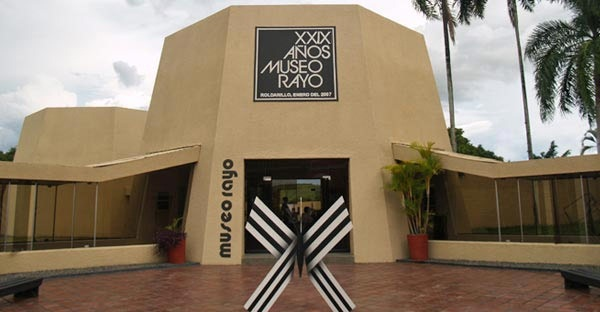
Musée Rayo

- Chapelle de Roldanillo
- Musée Rayo

### Personnalités liées à la municipalité
- Omar Rayo (1928-2010) : peintre né à Roldanillo.
- Heberth Gutiérrez (1973-) : coureur cycliste né à Roldanillo.